# قلعة نصرالله (ملاثاني)
قلعة نصرالله (بالفارسية: قلعه‌نصراله) هي منطقة سكنية تقع في إيران في قسم ملاثاني الريفي.